# Horné Vestenice
Horné Vestenice (deutsch Oberwestenitz, ungarisch Felsővesztény – bis 1907 Felsővesztenic) ist ein Ort und eine Gemeinde im Okres Prievidza des Trenčiansky kraj in der West-Mitte der Slowakei, mit 620 Einwohnern (31. Dezember 2024).

## Geographie
Die Gemeinde befindet sich im nordöstlichen Ausläufer des slowakischen Donauhügellands am Südhang des Gebirges Strážovské vrchy an der rechtsufrigen Seite des Flusses Nitrica. Das Ortszentrum liegt auf einer Höhe von 260 m n.m. und ist 19 Kilometer von Prievidza entfernt.
Nachbargemeinden sind Uhrovské Podhradie im Norden, Nitrianske Sučany im Osten, Nitrica im Südosten und Süden und Dolné Vestenice im Westen.

## Geschichte
Das Gemeindegebiet war schon im 11. Jahrhundert besiedelt, die erste schriftliche Erwähnung stammt aber erst aus dem Jahr 1332, wo der Ort als Vestinic erwähnt wird. Das Gebiet gehörte zum Herrschaftsgut von Skačany, seit 1777 dann zum Neutraer Kapitel. 1553 gab es 12 Porta in Horné Vestenice, 1715 wohnten 15 Haushalte im Ort, 1828 zählte man 81 Häuser und 564 Einwohner, die als Landwirte, Obstbauern und Trockenobsthändler beschäftigt waren. Bis zum 18. Jahrhundert bauten Einwohner Safran und betrieben Weingärten.
Bis 1918 gehörte der im Komitat Neutra liegende Ort zum Königreich Ungarn und kam danach zur Tschechoslowakei beziehungsweise heute Slowakei.

## Bevölkerung
| Jahr                | 1994 | 2004    | 2014    | 2024    |
| ------------------- | ---- | ------- | ------- | ------- |
| Anzahl der Personen | 630  | 608     | 612     | 620     |
| Unterschied         |      | −3,49 % | +0,65 % | +1,30 % |

| Jahr                | 2023 | 2024    |
| ------------------- | ---- | ------- |
| Anzahl der Personen | 622  | 620     |
| Unterschied         |      | −0,32 % |

Nach der Volkszählung 2011 wohnten in Horné Vestenice 620 Einwohner, davon 602 Slowaken und vier Tschechen. Ein Einwohner gab eine andere Ethnie an und 13 Einwohner machten keine Angabe zur Ethnie.
569 Einwohner bekannten sich zur römisch-katholischen Kirche, jeweils drei Einwohner zu den christlichen Gemeinden und zur Evangelischen Kirche A. B. und zwei Einwohner zu den Zeugen Jehovas. 11 Einwohner waren konfessionslos und bei 32 Einwohnern wurde die Konfession nicht ermittelt.

## Bauwerke und Denkmäler
- römisch-katholische Peter-und-Paul-Kirche, gegen 1500 erbaut, in der zweiten Hälfte des 17. Jahrhunderts umgebaut und 1778 um die Kapelle erweitert und barockisiert